# Giframp Bhopal
De giframp in Bhopal, die in 1984 plaatsvond in de Indiase stad Bhopal in de deelstaat Madhya Pradesh, eiste duizenden levens ten gevolge van het vrijkomen van 40 ton methylisocyanaat (MIC) uit een bestrijdingsmiddelenfabriek van Union Carbide.
De MIC-uitstoot begon kort na middernacht op 3 december 1984. De gifwolk kostte in korte tijd meer dan 2.000 personen het leven en tastte de gezondheid van 150.000 tot mogelijk wel 600.000 andere mensen aan, van wie later nog 6.000 aan de gevolgen van de blootstelling zouden bezwijken.
De giframp in Bhopal staat bekend als de grootste industriële ramp ooit. Dertig jaar na dato (2014) werden er als gevolg van de ramp nog steeds misvormde kinderen geboren. De schikking van Union Carbide aan de Indiase regering met omgerekend 377 miljoen euro wordt door velen gezien als veel te weinig, vooral gezien de langdurige gevolgen van de ramp.

## Factoren die tot de ramp leidden
De fabriek van Union Carbide was gebouwd in 1969 en in 1979 uitgebreid voor de productie van carbaryl; het vrijgekomen MIC is een halffabricaat voor de productie van carbaryl.
Het ongeluk werd veroorzaakt doordat er water in de MIC-opslagtanks terecht was gekomen. Bij de daaropvolgende exotherme reactie liep de druk zo hoog op, dat de veiligheidskleppen opengingen. Hierdoor kwamen grote hoeveelheden giftig gas vrij. Terwijl het gas vrijkwam waren de gaswassers, die het gas hadden moeten zuiveren, buiten gebruik vanwege reparaties. Uit onderzoeken bleek dat een groot aantal andere veiligheidsprocedures niet waren gevolgd. Zo waren er geen steekflenzen die hadden moeten voorkomen dat er water in de tanks zou komen. De koelinstallatie van de tanks werkte niet. De fakkelinstallatie waarin het vrijkomende gas verbrand had kunnen worden, was buiten gebruik gesteld. Het veiligheidsniveau in de Indiase fabriek van Union Carbide kwam niet overeen met dat in hun overige fabrieken.
Union Carbide is ervan beschuldigd dat de veiligheidsprocedures opzettelijk omzeild of buiten werking gesteld waren in het kader van een bezuinigingsoperatie die toentertijd in deze fabriek werd uitgevoerd. Tijdens rechtszaken voor schadevergoeding werden documenten onthuld, waaruit bleek dat Union Carbide regelmatig "ongeteste technologie" in de Indiase fabriek implementeerde. Na het vrijkomen van het gas werden lokale artsen niet op de hoogte gebracht van de aard van het gas, wat hen had kunnen helpen om de juiste behandeling te kiezen, en elementaire noodmaatregelen, zoals het afsluiten van kieren met behulp van natte doeken, waren niet voorbereid.

Union Carbide ontkent deze beschuldigingen op de website die zij aan de tragedie gewijd heeft.
De meeste sterfgevallen en ernstige aandoeningen waren gerelateerd aan longoedeem, maar het gas veroorzaakte ook allerlei andere ziekten.

## Juridische nasleep
Op 14 februari 1989 werd een schikking overeengekomen, waarin Union Carbide toezegde 470 miljoen dollar aan schadevergoeding te betalen. Slachtoffers werden ook vergoed, weliswaar maar beperkt, tot 2000 euro voor overleden slachtoffers.
Tegen de toenmalige directeur van Union Carbide, Warren Anderson, die in 1986 met pensioen was gegaan, werd in Bhopal een aanklacht wegens dood door schuld (culpable homicide) ingediend. Anderson verscheen niet voor de rechtbank en noch de Indiase, noch de Amerikaanse overheid heeft de vervolging met voortvarendheid aangepakt. Hiertegen heeft met name Greenpeace ernstig geprotesteerd. Intussen is slechts een klein deel van de schadevergoeding van de schikking bij de overlevenden terechtgekomen. In juli 2004 veroordeelde het Indiase hooggerechtshof de regering om de resterende 330 miljoen dollar van het schadefonds uit te keren aan slachtoffers en de families van de overledenen.
Union Carbide heeft haar Indiase dochteronderneming verkocht aan een Indiase batterijenfabriek. Union Carbide zelf werd in 2001 overgenomen door Dow Chemical Company.
Op 7 juni 2010 zijn enkele schuldigen veroordeeld, zij moesten 2.000 dollar betalen en kregen twee jaar gevangenisstraf. Anno 2024 lopen de beroepen hiertegen nog steeds en zijn de gevangenisstraffen nog niet uitgevoerd.

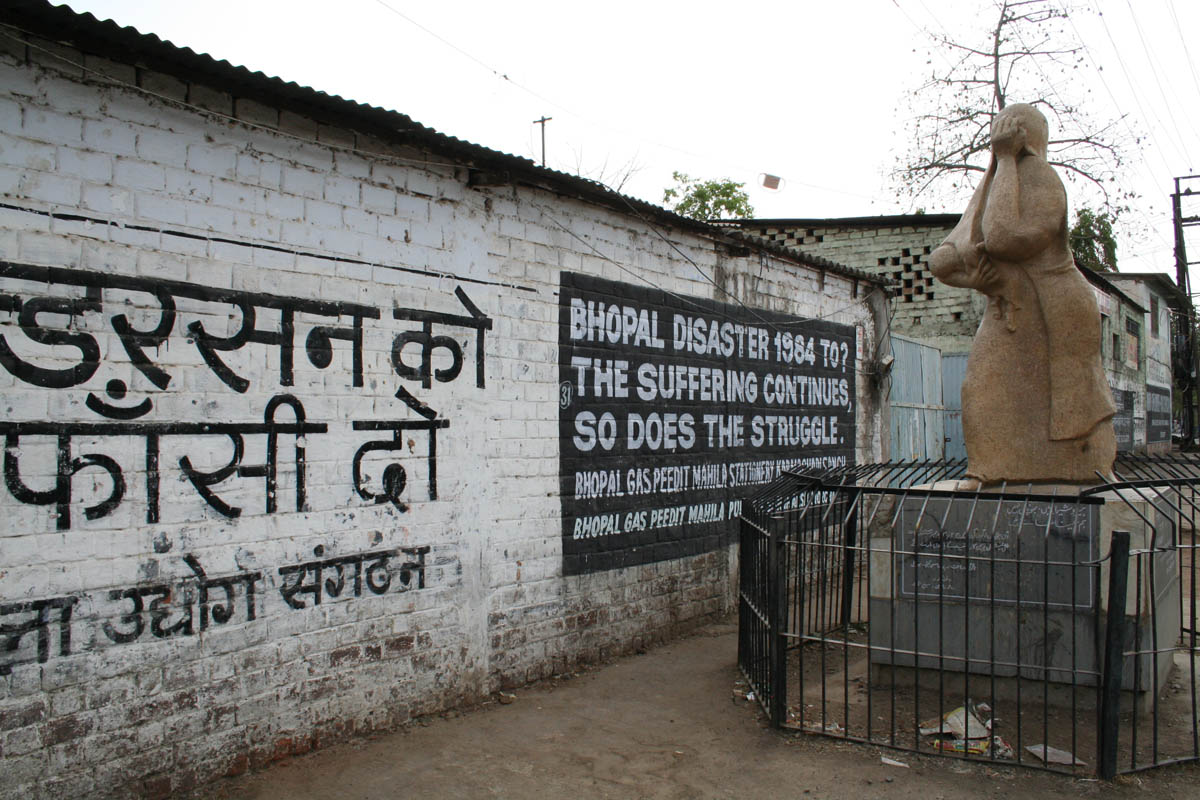
Herdenkingsmonument door de Nederlandse kunstenares Ruth Kupferschmidt

## Gevolgen voor gezondheid en milieu
Eigendomskwesties leidden tot een patstelling ten aanzien van de kwestie van het opruimen van de tonnen giftig afval die in de fabriek en in de omgeving zijn achtergebleven. Milieuactivisten hebben erop gewezen dat het afval een potentieel mijnenveld vormt in het hart van de stad en dat de verontreiniging gedurende tientallen jaren een gestage vergiftiging kan veroorzaken, waaronder ziekten van het zenuwgestel, de lever en nieren. Uit onderzoek bleek het voorkomen van kanker en andere ziekten sinds het ongeluk te zijn toegenomen. Activisten eisten dat Dow het giftige afval zou opruimen en zetten de Indiase regering onder druk om meer geld van Dow te eisen.
Uit een onderzoek in 4 november 2004 bleek dat de locatie nog steeds vervuild is met 'duizenden' tonnen giftige chemicaliën, waaronder hexachloorbenzeen en kwik, bewaard in open vaten of los op de grond. Van sommige plekken werd gezegd dat iemand die zich daar op zou houden waarschijnlijk al binnen tien minuten bewusteloos zou raken. Regenval veroorzaakt uitspoeling en vervuiling van plaatselijke waterputten en bronnen. Uit tests, die erkende waterkwaliteitslaboratoria in het Verenigd Koninkrijk in opdracht van de BBC hebben uitgevoerd, blijkt het gehalte giftige stoffen in het opgepompte water 500 maal het in India wettelijk toegestane gehalte te zijn. Uit statistisch onderzoek bleek dat diverse ziekten vaker voorkomen onder de plaatselijke bevolking dan onder een controlegroep die in andere plaatsen in dezelfde sociaaleconomische omstandigheden leeft.